# Рамульт (герб)
Рамулт, або Рамульт (пол. Ramułt, Ramult, Stoice) — польський, український шляхетський герб. Цей герб носили понад 23 родів в Речі Посполитій: Бомбеки, Лосінські, Пенські, Рамулти, Вишневські, Витреби, Заблоцькі та інші.

## Історія
Герб складається з п'яти троянд, хрестоподібно розташованих на червоному полі. Нашоломник з павичевих пір'їн. Припускають, що цей герб було принесено з Франції до Польщі в XII, під час правління тут династії Анжу. Набув поширення в Речі Посполитій з XVI ст.
Геральдично споріднений з гербом Сулима.